# أفيك (عقدا)
أفیك (بالفارسية: افیک) هي قرية تقع في إيران في قسم عقدا الريفي.